# 사법부 유죄추정 규탄 시위
사법부 유죄추정 규탄 시위는 한 남성이 2017년 11월 대전의 한 곰탕집에서 여성의 엉덩이를 만진 혐의로 법원에서 실형을 선고받은 '곰탕집 성추행 사건'에 대해, 유죄 판결을 내린 법원을 비판하기 위해 개최한 시위이다.

## 구분
- 제1차 사법부 유죄추정 규탄 시위: 2018년 10월 27일에 있었던 시위
- 제2차 사법부 유죄추정 규탄 시위: 2018년 11월 24일에 있었던 시위

## 같이 보기
- 불법촬영 편파수사 규탄시위

| Disambiguation icon | 이 문서는 명칭이 같고 같은 종류에 속하는 여러 대상을 연결하는 색인 문서입니다. |